# 長杆樹鬚魚
長杆樹鬚魚是輻鰭魚綱鮟鱇目棘茄魚亞目鬚角鮟鱇科的其中一種。

## 分布
本魚分布於西大西洋：美國東南部與墨西哥灣。西太平洋:日本北海道東方海域。

## 深度
水深150至1400公尺。

## 特徵
本魚蝶耳骨顯著；下頜的須有3主幹，由此再行衍生出更多的小分支；吻觸手粗短，先端之圓形肉質擬餌延生一個長的皮瓣。該皮瓣基底前緣另有一個二分叉的小皮瓣，上述之大皮辦又另有若干小分叉。體色為黑色。體長可達9公分。

## 生態
本魚雌雄體型差距甚大，雌魚長成可達8公分，雄魚有自由游泳及寄生兩型；前者可達2.4公分且具有極大之嗅覺器官及瞭望型的雙眼，後者則不詳。

## 經濟價值
無任何經濟價值。